# Glopenesranen
Glopenesranen är en kulle i Antarktis. Den ligger i Östantarktis. Norge gör anspråk på området. Toppen på Glopenesranen är 2 675 meter över havet.
Terrängen runt Glopenesranen är huvudsakligen platt, men den allra närmaste omgivningen är kuperad.  Trakten är obefolkad. Det finns inga samhällen i närheten.